# Jollie (rivière)
La rivière Jollie  (en anglais : Jollie River) est un cours d’eau de l’Île du Sud de la  Nouvelle-Zélande.

## Géographie
Elle est  située dans les Alpes du Sud. Elle s’écoule pratiquement sur tout son parcours, de sa source dans la chaîne des ‘Liebig Range’ situé  à 15 kilomètres à l’est du Aoraki/Mont Cook, jusque dans la rivière Tasman à 5 kilomètres de l’embouchure de cette dernière dans le lac Pukaki.

(en) Land Information New Zealand, « détail emplacement: Jollie (rivière) », sur New Zealand Gazetteer